# Коробанешти (Васлуј)
Коробанешти (рум. Corobănești) насеље је у Румунији у округу Васлуј у општини Воинешти. Oпштина се налази на надморској висини од 182 m.

## Становништво
Према подацима из 2002. године у насељу је живело 33 становника, од којих су сви румунске националности.